# Saint-Herblon

Saint-Herblon este o comună în departamentul Loire-Atlantique, Franța. În 2009 avea o populație de 2,363 de locuitori.